# Haersma State (Drachten)
De Haersma State is een state in het Friese dorp Drachten.
De state, die aanvankelijk de naam Veldzigt droeg, werd in 1843 gebouwd in opdracht van grietman Martinus Manger Cats. Architect Thomas Romein trok het huis op in classicistische stijl.
Het is een blokvormig huis, met een laag schilddak en hoekschoorstenen. In de middenpartij van de gevel zit boven de entree een door Ionische zuilen gedragen balkon. In het gebouw werden materialen verwerkt van de in 1841 afgebroken Groot Haersma State in Oudega. De tuin Van Haersmapark werd aangelegd door Lucas Pieters Roodbaard.
In 1857 werd mr. Epeus Manger Cats burgemeester van Smallingerland en hij betrok het huis van zijn broer. Toen hij in 1868 aftrad en naar Groningen vertrok, werd de state bij een veiling verkocht. Het was later eigendom van Andries Pieters Pel (1874-1881) en sinds 1893 van de gemeente Smallingerland. Tegenwoordig is het in gebruik als kantoor, de tuin is opengesteld voor publiek. De state is een erkend rijksmonument.